# ديلي مد
ديلي مد (بالإنجليزية: DailyMed)‏ هو موقعٌ إلكترونيٌ تديره المكتبة الوطنية الأمريكية للطب (NLM) لنشر ملصقاتٍ دوائيةٍ حديثة ودقيقة (تسمى أيضًا ملحق العبوة الدوائية) لمقدمي الرعاية الصحية وعامة الناس. تتوافر محتويات ديلي مد وتُحدث يوميًا من قبل إدارة الغذاء والدواء الأمريكية (FDA)، حيثُ تقوم بدورها بجمع هذه المعلومات من الصناعات الدوائية.
تعتمدُ المستندات المنشورة على معيار المستوى السابع الصحي (HL7) الإصدار 3 من التأشير المُهيكل للمنتج [الإنجليزية] (SPL)،‏ وهو تنسيقٌ بلغة الترميز القابلة للامتداد (XML) حيثُ يجمع بين النص القابل للقراءة البشرية لملصق المنتج مع عناصر البيانات المُنظمة التي تصف التركيب والشكل والتعبئة والخصائص الأخرى للمنتجات الدوائية بالتفصيل وفقًا لنموذج المعلومات المرجعية ضمن المستوى السابع الصحي (RIM).
كانت ديلي مد تحتوي على معلوماتٍ حول 105,355 دواء حتى 3 أكتوبر (تشرين الأول) 2018، يُوجد أيضًا موجز آر إس إس (RSS) للمعلومات الدوائية المحدثة.

## التاريخ
قامت إدارة الغذاء والدواء الأمريكية (FDA) في عام 2006 بمراجعة مصلقات الدواء، كما قامت بإنشاء ديلي مد للحفاظ على تحديث معلومات الوصفات الطبية.

## روابط خارجية
- الموقع الرسمي
- labels.fda.gov ملصقات الأدوية على موقع إدارة الغذاء والدواء الأمريكية (FDA) الإلكتروني